# آدریان تویزون
آدریان تویزون (انگلیسی: Adrien Tuison؛ زادهٔ ۶ مارس ۱۹۸۴) بازیکن فوتبال اهل فرانسه است.